# Istead Rise
Istead Rise est un village anglais et une paroisse civile, situé dans le comté du Kent.